# Madfaa
Die Madfaa ist als ein Vorläufer der heutigen, modernen Feuerwaffen anzusehen.
Es handelt sich dabei um eine arabische Waffe, welche aus einem dickwandigen gestielten Holztopf bestand, welcher mit Schießpulver befüllt wurde. Man verschloss den Topf von oben mit einem runden Stein und entzündete die Ladung durch eine seitlich angebrachte Öffnung durch eine brennende Lunte.